# A Arte na Reforma Protestante e na Contrarreforma

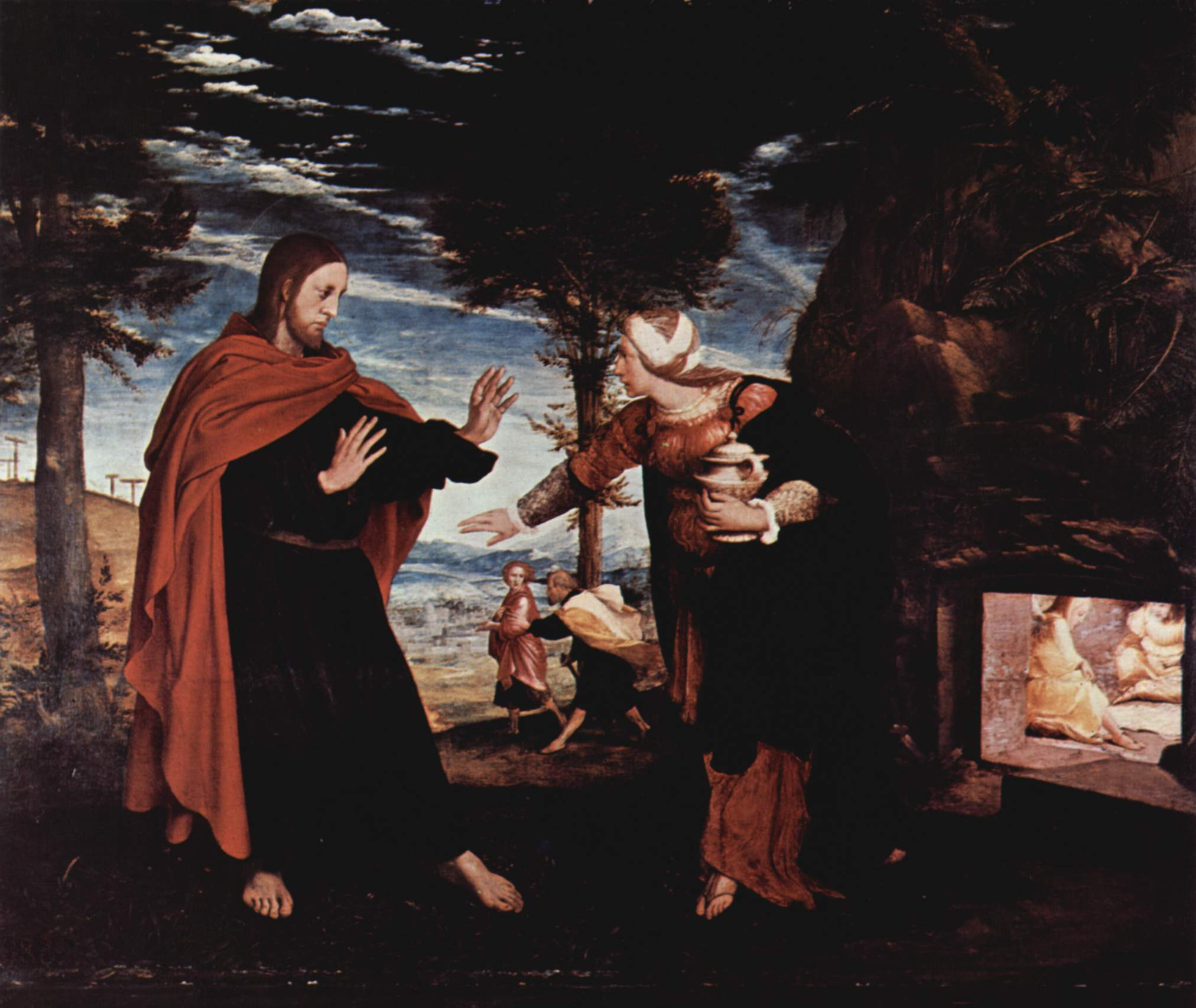
Hans Holbein the Younger's Noli me tangere uma pintura a óleo protestante relativamente rara de Cristo do período da Reforma. É pequeno, e geralmente naturalista em estilo, evitando elementos icônicos como o halo, que é pouco perceptível.

A Reforma Protestante durante o século XVI na Europa rejeitou quase inteiramente a tradição existente da arte cristã católica, e muitas vezes destruiu o máximo que podia alcançar. Uma nova tradição artística se desenvolveu, produzindo quantidades muito menores de arte que seguiam as agendas protestantes e divergiam drasticamente da tradição do sul da Europa e da arte humanista produzida durante o Alto Renascimento.
As igrejas luteranas, à medida que se desenvolveram, aceitaram um papel limitado para obras de arte maiores nas igrejas, e também incentivaram impressões e ilustrações de livros. Os calvinistas permaneceram firmemente contrários à arte nas igrejas, e desconfiados de pequenas imagens impressas de assuntos religiosos, embora geralmente aceitassem totalmente imagens seculares em suas casas.
Por sua vez, a Contrarreforma Católica reagiu e respondeu às críticas protestantes à arte no catolicismo romano para produzir um estilo mais rigoroso de arte católica. A arte religiosa protestante abraçou os valores protestantes e ajudou na proliferação do protestantismo, mas a quantidade de arte religiosa produzida nos países protestantes foi enormemente menor. Artistas em países protestantes diversificaram-se em formas seculares de arte, como pintura histórica, pintura de paisagem, retrato pictórico e natureza-morta.